# 안토니오 살리에리
안토니오 살리에리(영어: Antonio Salieri, 1750년 8월 18일~1825년 5월 7일)는 고전주의 시대의 이탈리아 출신 음악가이자 교육자이다. 베네치아 공화국 베로나 남부의 레냐고에서 태어나 합스부르크 왕가의 궁정음악가를 지냈다.
18세기 오페라 발전사에서 중요한 위치를 차지하는 인물로, 플로리안 레오폴트 가스만과 크리스토프 빌리발트 글루크를 사사하였으며 3개 국어로 오페라를 창작하며 국제적으로 활동하는 작곡가였다. 당대 오페라 창작에 활용되는 어휘 및 표현을 발달시켰으며 동시대 작곡가에게 지대한 영향을 미쳤다.
살리에리는 1774년부터 1792년까지 합스부르크 왕가에서 이탈리아 오페라를 전담하며 빈의 이탈리아 오페라 분야를 장악했다. 또한 살리에리의 오페라 작품은 파리, 로마, 베네치아 등 유럽 전역의 오페라 하우스에 올라갔다. 1788년부터 1824년께지 오스트리아 왕가의 궁정악장 자리에 있으며 왕궁 예배당과 부속 학교를 운영하기 위한 음악을 감독했다. 1804년 은퇴 후 살리에리의 오페라가 점차 무대에 오르지 않게 되었음에도 살리에리는 여전히 중요한 음악가이자 당대 음악가들의 스승으로서 광범위한 영향을 미쳤다. 프란츠 리스트, 프란츠 슈베르트, 루트비히 판 베토벤, 안톤 이버, 요한 네포무크 힘멜, 프란츠 크사버 볼프강 모차르트 등 유명한 음악가들을 제자로 두었다.
살리에리의 작품은 1800년부터 점차 무대에서 사라지며 역사에서 잊혀졌다가, 피터 섀퍼의 연극 아마데우스와 동명의 영화를 계기로 20세기 말에 재조명되었다.
1791년 모차르트가 요절한 후 살리에리가 모차르트를 경쟁자로 여겨 독살했다는 소문이 일었는데, 모차르트가 사망할 당시 보였던 증상은 중독 증상과 거리가 멀었다. 현재는 이 소문이 거짓이었음이 밝혀졌다. 모차르트와 살리에리는 서로를 존중하는 동료 음악가였으나, 이 소문이 겉잡을 수 없이 퍼지면서 살리에리는 말년에 신경쇠약에 시달렸다.

## 연혁
- 1766년 빈에 나와 플로리안 레오폴트 가스만에게 사사
- 1788년 궁정악장이 되어 빈에 정주
- 1784년 크리스토프 빌리발트 글루크와의 공동 작품인 오페라 '다나이드 Les Danades' 파리 상연
- 1818년까지 '음악예술가협회' 지휘자 겸임
- 1824년 은퇴

## 생애

### 유년기
1750년 8월 18일 레냐고에서 아버지 안토니오 살리에리와 안나 마리아의 일곱째 자식으로 태어났다. 고향에서부터 음악공부를 시작하였으며, 주세페 타르티니의 제자였던 자신의 형인 프란체스코 살리에리에게서 처음으로 음악을 배웠다. 이후 조반니 바티스타 마르티니의 제자이자 레냐고 대성당의 오르간 연주자인 주세페 시모니 밑에서 수학했다.
어린 시절 살리에리는 단 음식에 집착하고 독서와 음악에 열정적이었다. 두 번 무단 외출을 한 적이 있었는데, 축제 기간에 형이 이웃 교회에서 바이올린 협주곡을 연주하는 걸 보려 뛰쳐나간 것이었다. 동네 교회의 사제에게 예의를 제대로 갖추지 않아 아버지에게 매를 맞은 적이 있었는데, 이 때 살리에리는 사제의 교회 오르간 연주가 마음에 들지 않아서 그랬다고 말대꾸를 했다고 한다.
1763년과 1764년 사이 양친을 여읜 살리에리는 파두아에 있던 형제에게 거두어졌고, 1765년 혹은 1766년에 베네치아 명문가 귀족인 조반니 모체니고의 피후견인이 되었다. 살리에리의 부친이 그와 친분이 있었거나 사업상 안면이 있었다는 추측이 있으나 이유는 확실하지 않다. 살리에리는 베네치아에 살면서 오페라 작곡가이자 오르간 연주가인 조반니 바티스타 페세티의 제자로 음악 공부를 이어가다가, 페세티가 급사하자 오페라 가수인 체르디난도 파치니의 제자가 되었다. 파치니 밑에서 공부를 이어가던 살리에리는 플로리안 레오폴트 가스만을 만나게 되었고, 가스만은 살리에리의 재능에 감명을 받아 그를 빈으로 데려가 음악교육을 받도록 했다.
1766년 6월 15일 살리에리를 빈으로 데려온 가스만은 교회에서 성별((聖別)의식을 거쳐 살리에리의 스승이 되었다. 교회에서 성별의식을 겪은 기억은 살리에리의 평생에 영향을 끼쳤다. 살리에리는 요한 푹스의 고전대위법을 바탕으로 하는 화성학과 대위법 이론과 성악 작곡법, 통주 저음 기법을 배웠으며, 돈 피에르토 토마시로부터 이탈리아 시문학을 배우고 독일어와 유럽 문학을 배웠다. 한편 살리에리는 라틴어로 된 고전대위법으로 음악을 공부하면서 라틴어를 익히기도 했다.  살리에리는 가스만이 결혼한 후에도 그의 집에 머물며 공부하다가 1774년 가스만이 죽고 살리에리 본인이 결혼을 하게 되어 나갈 때까지 함께 살았다. 이 시기의 살리에리의 작품 대부분은 전해지지 않고 있으며, 잃어버리거나 살리에리가 말년에 직접 없애버린 것으로 보인다. 현재 남은 초기 살리에리 작품들은 송가가 없는 다장조 미사곡, 1767년 8월 2일에 지은 개전 의식에 쓰였을 것으로 추측되는 아카펠라 곡 등 교회용 음악이다.  1769년 살리에리는 《베스타의 무녀(La Vestal Virgin)》라는 오페라 작품을 지었으나 이 또한 소실되었다.
1776년 가스만은 요제프 2세의 저녁 만찬을 위한 실내악 공연에 살리에리를 데려가 황제에게 그를 소개했고 황제는 살리에리에게 호의를 갖게 되어 그를 자주 궁에 오도록 하였다. 살리에리와 오스트리아 왕실의 인연은 이렇게 시작하여 1790년 요제프 2세가 사망할 때까지 이어졌다..   이 시기 살리에리는 마르티네즈 가에서 개최하는 일요일 아침 살롱에 참여하면서 피에트로 메타스타시오와 크리스토프 글루크을 만났고, 메타스타시오로부터 수년 동안 웅변학과 운율학을 배우고 글루크와 절친한 사이가 되었다. 살리에리는 오랫동안 음악 공부를 이어가다 가스만이 오페라 작곡 의뢰를 받아 자리를 비웠을 때 그를 대신해 막간 공연용 오페라 부파를 짓게 되면서 작곡가로 데뷔하였다. 살리에리의 첫 오페라 작품인 《여류 문인들(Le Donne Letterate)》은 1770년 카니발 기간에 작곡된 몰리에르의 동명의 희곡을 바탕으로 한 오페라 부파로, 루이지 보케리니의 형제이자 궁정 발레 무용수인 조반니 가스톤 보케리니가 극본을 맡았다. 《여류 문인들》을 시작으로 살리에리는 34년의 음악 인생 동안 총 35편의 창작극을 발표했다.

### 빈 정주 초반
《여류 문인들》이 어느 정도 흥행한 것에 힘입어 살리에리는 같은 해인 1770년에 오페라 작곡 의뢰를 받아 두 편의 오페라를 발표했다. 《순진한 사랑(L'amore Innocente)》은 오스트리아 산을 배경으로 하는 목가적 분위기의 가벼운 희극 작품이었고, 이어 세르반테스의 소설 《돈키호테》에 바탕해 《카마초의 결혼식 간 돈키호테》를 지었다. 두 편 모두 《여류 문인들》과 마찬가지로 조반니 보케리니가 극본을 맡았다.
살리에리의 초기 작품은 18세기 중기 오페라 부파를 바탕으로 다른 가극의 특성을 첨가하는 실험적인 시도를 선보였다. 《돈키호테》에서 살리에리는 오페라 공연에 발레 공연을 도입하고, 로망 인테르메초에 가까운 희극 오페라인 《순진한 사랑》의 여성 주연들의 독창곡에 오페라 세리아의 콜로라투라 독창곡과 같은 화려한 곡을 주기도 했다. 살리에리는 고전 희곡과 문학 작품을 바탕으로 오페라 작품의 줄거리를 택하며 문학에 대한 그의 지대한 관심을 드러냈으며, 장르의 경계를 허물고 혼합하는 것은 살리에리의 전형이 되었다.
살리에리에게 처음으로 큰 성공을 안겨준 작품은 오페라 세리아인 《아르미다(Armida)》였다. 익명의 의뢰로 만들게 된 이 작품은 토르콰토 타소의 서사시 《해방된 예루살렘》을 바탕으로 한 작품으로 1771년 6월 초연됐다. 《아르미다》는 십자군 전쟁을 배경으로 사랑과 의무의 충돌을 주제로하는 극으로, 발레와 아리아, 앙상블, 합창 등을 종합적으로 활용한 화려하고 장엄한 주정주의적 작품이다. 이 작품은 글루크의 작품인 《오르페오와 에우리디체》와 《알체스테》와 같은 오페라 세리아의 발자취를 따랐다. 극본은 왕립 극장의 궁정 시인인 마르코 콜텔리니가 맡았다. 살리에리는 글루크와 라니에리 데 칼차비치의 《알체스테》와 전통적이 오페라 세리아의 형식을 따르면서 오페라 부파의 음악적 특성을 도입하는 등 서로 다른 오페라 장르의 융합을 새롭게 선보였다. 《아르미다》는 독일의 음악가이자 사상가인 카를 프리드리히 크라머에 의해 1783년 독일어로 번역되어 상연됐으며, 특히 독일 북부에서 인기를 끌며 살리에리에게 혁신적인 음악가로서의 명성을 안겨주었다.
다음 작품인 《베네치아의 정기시장(La Fiera di Venezia)》은 더 큰 성공을 거두었다. 카를로 골도니의 희극을 연상시키는 코메디아 페르 무지카 오페라인 이 작품은 카니발 축제 기간에 무대에 올리기 위해 지어졌으며 1772년 1월 29일 초연했다. 조반니 보케리니가 극본을 맡았으며, 보케리니의 창작극이기도 했다. 등장인물들은 크고 작은 합창곡들을 세 개의 언어로 노래하며 승천절 축제로 북적이는 장터와 베네치아의 카니발 풍경을 역동적으로 묘사했다. 이에 더하여 주연의 노래에 어울리는 무용을 함께 구성하여 무대를 꾸미는 등 기존 오페라 공연과 다른 혁신을 시도하였고, 이후 모차르트의 《돈 조반니》 등 후대 작곡가와 오페라 작품들에 모방되었다. 콜로라투라와 목관악기 콘체르탄테가 어우러진 기교가 넘치는 아리아로 중류층인 등장인물의 특색을 살리기도 했는데, 이 또한 이후 오페라 부파 작품에서 폭넓게 모방되었다.
《베네치아의 정기 시장》이 흥행한 후 살리에리가 발표한 두 작품은 크게 흥행하지 못했다. 《도둑맞은 동이(La secchia rapita)》는 메타스타시오의 오페라 세리아 작품의 아리아에서 착안한 패러디 작품으로, 동이 하나가 사라지는 작은 사건으로 인해 모데나와 볼로냐 사이에 전쟁이 일어난다는 줄거리의 타소니 작품을 바탕으로 한 작품이다. 이 작품의 극본은 마찬가지로 보케리니가 맡았으며, 팀파니 세 대를 관현악에 도입하는 혁신을 선보인 작품이었다. 다음 작품인 《여관 여주인(La locandiera)》은 카를로 골도니의 동명의 희극을 바탕으로 하였으며, 극본은 도메니코 포치가 맡았다.
살리에리의 기악곡은 대부분 이 시기에 작곡됐는데, 학계와 비평계에서는 오페라이 비하면 창의성이나 혁신이 부족하다는 평이 많다. 작품 대부분은 갤런트 양식의 곡이며 일부 작품은 후기 고전음악에서 좀더 발전하는 면모가 보이지만 살리에리의 오페라 작품에 비하면 전반적으로 부족함이 많다. 이 시기의 기악곡 작품들로는 1773년 작곡된 피아노포르테 콘체르토 다장조와 피아노포르테 나단조 등이 있다. 두 악장으로 구성된 오르간 콘체르토 다장조 작품도 있는데, 중간 악장에 소실됐거나 오르간 독주 부분이 있는 곡으로 추정된다. 현재 자주 레코딩이 되고 있는 오보에·바이올린·첼로 콘체르토 라단조와 플룻과 오보에 콘체르토 다장조도 이 시기의 작품으로, 각각 1770년과 1774년에 작곡됐다.
1774년 1월 21일 가스만이 마차 사고 후유증으로 사망하자, 살리에리는 그의 자리를 이어받아 이탈리아 오페라의 부감독이 되었다. 1775년 10월 10일에는 금융업자이자 왕실 재무부 관리의 딸인 테레제 헬페슈토퍼와 결혼했다. . 이 때의 살리에리는 종교음악에 매진하지는 않았으나, 1774년 합창과 관현악을 위한 할렐루야 송가를 작곡했다.
이어진 3년 간 살리에리는 빈의 이탈리에 오페라 회사의 공연을 준비하고 지휘하는 일에 집중하는 한편 후대 양성을 위한 음악 교육에 매진했으며, 오페라 세 편을 작곡했다. 이 작품들은 기술적인 측면에서는 발전이 있다는 평을 받았으나 상업적 흥행이나 예술적 측면에서는 성공하지 못했다. 이 때 발표된 주요 작품은 1776년 여름에 초연한 라단조 교향악과 같은 해 강림절 공연으로 올리기 위해 메타스타시오가 극본을 맡은 《예수의 고난》이 꼽힌다.
1777년 빈의 이탈리아 오페라 회사가 재정 문제로 문을 닫자 요제프 2세는 이탈리아 오페라와 프랑스어 연극 및 발레 공연의 상연을 중단했다. 대신 왕실 소유의 극장 두 곳이 오스트리아 황실의 자금을 받아 재개장하여 새로운 국립 극장이 되었다. 새 국립 국장에는 게르만의 전통과 세계관, 가치를 반영하기 위한 독일어 작품들이 상연되었고, 이탈리아식 오페라인 오페라 부파는 독일어로 공연되는 징슈필로 대체되었다. 요제프의 황실개혁을 지지하는 세력은 제국 내에 여러 언어를 사용하는 다양한 민족들이 하나의 공용어를 사용하여 범국가적인 자긍심을 갖게 하는 동시에 국가재정을 절약하기를 도모했고, 1778년에 이르자 요제프 2세는 오스트리아 왕실을 지지하는 내용의 독일어 작품을 무대에 올리도록 했다. 이는 독일어를 완벽하게 익히지 못한 살리에리에게 오페라 부감독으로서의 경쟁력을 잃게 만들고 오페라 부파 작곡가로서의 살리에리의 경력에 치명적인 영향을 주었다. 살리에리와 같은 젊은 작곡가들에게는 더 이상 오스트리아 왕실로부터의 의뢰가 주어지지 않게 되었고, 별다른 선택지가 남지 않은 살리에리는 새로운 기회를 찾기 시작했다.

### 이탈리아 순회공연
1778년 요제프 2세는 라스칼라 극장 개관 기념 오페라 작곡을 글루크에게 의뢰했다. 글루크가 이를 거절하자, 요제프 2세는 살리에리에게 의뢰를 맡겼다. 살리에리는 황제에게 감사를 표하며 의뢰를 받았고, 요제프 2세는 살리에리가 작곡과 공연 준비에 집중할 수 있게 1년의 휴직 기간을 주었다. 1778년부터 1780년까지 이어진 살리에리의 이탈리아 순회 공연의 막을 연 무대는 개관 기념 오페라인 《인정받은 에우로파(Europa riconosciuta)》였다. 이 작품은 2004년 라스칼라 극장 재개장 기념으로 무대에 다시 오르기도 했다. 밀라노를 시작으로 베네치아와 로마를 거쳐 다시 밀라노로 돌아오는 순회 공연 동안 살리에리는 세 편의 오페라 부파를 지었으며, 자코모 루스트의 오페라 《행운의 부적》을 공동으로 작곡했다. 이 때 지어진 작품 중 하나인 《질투의 학교(La Scuola de' gelosi)》는 인간의 육욕과 감정에서 비롯된 음모를 다룬 희극으로 국경을 넘어 큰 인기를 끌었다.

### 빈 정주 중반과 프랑스 오페라
1780년 요제프 2세의 명으로 빈으로 돌아온 살리에리는 독일어 징슈필인 《굴뚝 청소(Der Rauchfangkehrer)》를 지었으며, 이 오페라는 이듬해 무대에 올라갔다. 이 작품과 모차르트의 1782년 작품인 《후궁으로부터의 유괴(Die Entführung aus dem Serail)》가 같은 오페라 회사를 통해 상연되었는데, 이 시기에 무대에 오른 실험적인 징슈필 작품들 중 이 두 작품만이 흥행하였으며, 모차르트의 작품은 18세기 이후에도 무대에 올랐다. 1783년 이탈리아 오페라 회사가 회생하자 살리에리의 이탈리아 순회공연에 참여한 오페라 가수들 중 일부가 이 회사에 소속되었다. 새로이 문을 연 오페라 회사는 살리에리의 최신 흥행작인 《질투의 학교》를 개작해 무대에 올렸으며 살리에리는 빈에서 다시 오페라 작곡가이자 교육자로 활동하게 되었다. 그러나 이 체류 시기는 살리에리가 글루크의 도움으로 파리로 진출할 기회를 얻게 되면서 짧게 끝났다.
《레 다나이드(Les Danaïdes)》는 살리에리의 첫 프랑스어 오페라 작품이며 , 고대 그리스의 비극 시인인 아이스킬로스의 《탄원하는 여인들》을 바탕으로 한 작품이다. 이 작품은 다섯 막으로 구성된 서정 비극 오페라로, 정치적인 이유로 일어나는 살인과 자식에 대한 의무와 사랑 사이의 갈등, 폭군 살해 등의 파국을 다룬 작품이다. 음울한 서곡으로 시작해 화려한 합창과 발레 공연, 처절한 고통을 묘사하는 열광적인 피날레로 마무리되는 장엄하고 화려하면서도 어두운 오페라이다.
본래 살리에리가 받은 의뢰는 글루크를 도와 《레 다나이드》의 창작을 돕는 것이었으나, 글루크는 작업을 전혀 진행하지 못한 상태로 살리에리에게 의뢰를 넘겼다. 작품이 처음 발표됐을 때 글루크는 살리에리가 오페라 부파로 유명한 점으로 인해 파리의 비평가들로부터 공격을 당할 것을 염려해 《레 다나이드》가 지신과 살리에리의 공동작품이라고 알렸다가, 흥행에 성공하자 이 작품은 전적으로 살리에리의 작품임을 밝혔다. 《레 다나이드》는 비평가들에게 큰 호평을 받고 대중적인 인기를 얻었으며, 살리에리가 파리에서 오페라 작곡 의뢰를 여럿 받을 기회를 주었다. 이 작품은  1760년대 글루크의 개혁 오페라의 전형과 살리에리의 전작인 《아르미다》를 잇는 작품으로 평가되었다. 이 작품은 이후 40년이 넘도록 파리에서 공연되었으며, 엑토르 베를리오즈는 젊은 시절 이 오페라를 보고 깊이 감동한 기억을 회고록에 남기기도 했다. 
파리에서 성공을 거둔 후 빈으로 돌아온 살리에리는 로렌초 다 폰테와 모차르트와 조우했다. 1784년 다 폰테는 살리에리의 오페라 《하루 짜리 벼락부자(Il ricco d'un giorno)》의 극본을 맡았는데 흥행에는 실패하였으며, 다 폰테는 모차르트의 작품인 《피가로의 결혼(Le Nozze di Figaro)》의 극본을 맡게 되었다. 한편 살리에리의 다음 작품은 조반니 바티스타 카스티가 극본을 맡았으며 이 작품은 전작보다 성공을 거두었다. 1785년 살리에리는 카스티와 협업하여 그의 걸작 중 하나인 《트로포니오스의 동굴(La grotta di Trofonio)》을 발표했다. 이 작품은 그의 오페라 부파 작품 중 아르타리아(Artaria) 음악 출판사를 통해 처음으로 발표한 작품이었다.
살리에리가 《트로포니오스의 동굴》로 성공을 거둔 후, 요제프 2세는 모차르트와 살리에리에게 1786년 연회를 위한 단막극 징슈필을 작곡하도록 했다. 살리에리는 이 때 시인과 음악가 사이의 관계를 익살스럽게 다룬 《태초에 음악이 있고 말이 생겼다(Prima la musica e poi le parole)》를 작곡했다. 소프라노 가수 두 명의 과장적인 노래로 우스꽝스러운 막후극의 전형을 보여주는 것이 특징인 작품이었다.
이후 살리에리는 파리의 오페라 무대로 돌아갔다. 파리로 돌아온 살리에리는 비극 오페라인 《오라스 형제(Les Horaces)》의 초연을 올렸으나 흥행하지는 못했고, 피에르 보마르셰가 극본을 맡은 다음 작품인 《타라르(Tarare)》로 성공을 거두며 《오라스 형제》의 실패를 만회했다. 《타라르》는 리하르트 바그너의 이상을 담은 혁신 오페라의 극한을 추구한 작품이었다. 《타라르》는 이후 요제프 2세의 명을 받아 다 폰테를 극작가로 하여 이탈리아어로 옮겨져 《호르무즈의 왕 악수르(Axur, re d'Ormus)》로 개작되었다. 《악수르》는 1788년 프란츠 2세의 결혼식의 기념 공연으로 무대에 오르기도 했다.
이 시기에 지어진 살리에리의 다른 작품으로는 칸타타 《최후의 심판(Le Judgment dernier)》이 있다.

### 빈 정주 말기
1788년 살리에리는 빈으로 돌아와 여생을 보냈다. 같은 해 주세페 보노의 뒤를 이어 궁정 악장에 임명된 살리에리는 왕실 음악 공연을 지휘하고 음악 교육에 헌신했으며, 1824년 사망 직전까지 궁정 악장 자리를 지켰다.
《악수르》는 유럽 전역에서 큰 인기를 끌었으며 1824년 포르투갈 왕가가 망명한 남아메리카에서도 인기가 높았다. 1792년 완성된 작품과 《악수르》의 인기로 살리에리의 명성과 영향력은 국경을 초월해 정점을 찍었다가, 1790년 살리에리의 가장 큰 후원자이자 보호자였던 요제프 2세가 사망하면서 내리막길을 걷게 되었다.
요제프 사후 빈 황실이 일변하고 프랑스 혁명의 바람이 유럽에 불던 때, 살리에리는 조반니 카스티를 극작가로 하는 혁신 오페라 《타타르의 쿠빌라이 칸》과 《카틸리나》를 지었다. 《타타르의 쿠빌라이 칸》 1787년 지어졌으며 예카테리나 2세의 정치적 압제와 궁중암투를 풍자하는 작품이었고, 《카틸리나》는 카틸리나 모반 사건을 소재로 한 1792년 작품이었다. 이 두 작품은 살리에리의 자유주의적 정치 성향과 노골적인 풍자가 두드러졌으며, 이는 레오폴트 2세와 프란츠 2세를 필두로 하는 왕정주의적 정서에 맞지 않았다. 살리에리는 이 두 작품을 무대에 올리지 못하고 미공개작으로 두었다. 이후 오페라 두 편을 발표했으나 흥행하지 못했고, 1789년에 지은 작품인 《암호(La cifra)》는 큰 성공을 거두고 후대에도 중요한 작품으로 전해졌다.

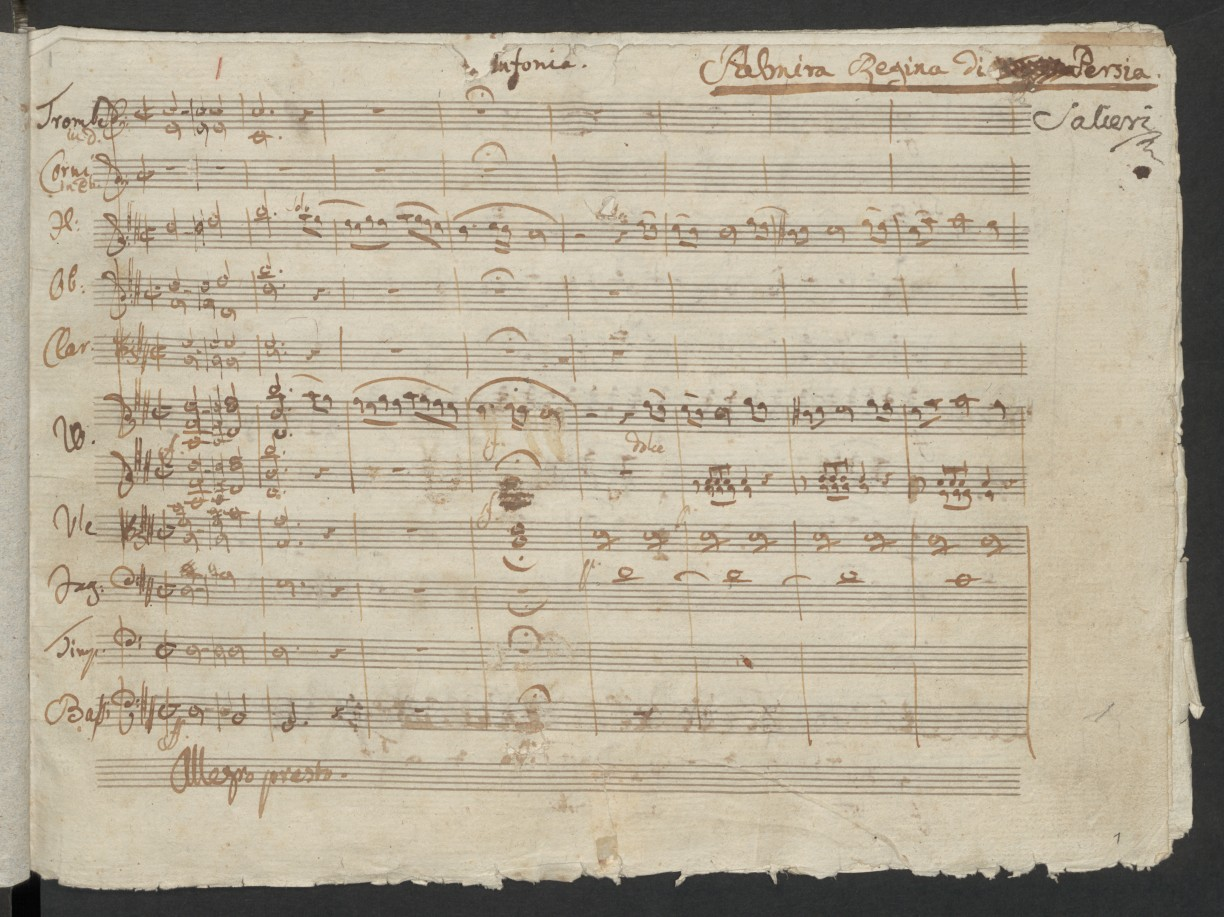
《팔미라》 서곡의 악보.

정치적 입지가 점점 불안정해지자, 살리에리는 1792년 이탈리아 오페라 감독에서 물러나고 궁정에서 오페라 작곡 의뢰를 받는 것도 1804년부터 거절하면서 일선에서 물러났다. 후기 작품 중 1795년 작품 《페르시아의 여왕 팔미라(Palmira, regina di Persia)》와 《파르마쿠사 섬의 카이사르(Caesar on Pharmacusa)》는 전작인 《악수르》를 답습한 작품이었다. 1799년 작품 《폴스타프(Falstaff ossia Le tre burle)》는 윌리엄 셰익스피어의 《윈저의 즐거운 아낙네들》을 바탕으로 한 작품으로 당대보다는 현대에 사랑받고 있는 작품이다. 살리에리의 마지막 작품인 《검둥이들(Die Neger)》은 독일어 징슈필 오페라로, 식민지 미국 버지니아를 배경으로 하는 작품이었으며 베토벤의 작품 《피델리오(Fidelio)》의 극본을 맡았던 게오르그 프리드리히 트라이슈케가 극본을 맡았다. 《검둥이들》은 1804년 초연됐으나 흥행에 완전히 실패했다.

### 은퇴 후
살리에리는 예술 전반이 크게 변화하였고 스스로 더 이상 창작을 할 역량도, 동기도 없음을 느끼고 은퇴했다. 또한 요제프 2세의 개혁 정치와 프랑스 혁명의 영향으로 지녔던 자신의 자유주의적 정치성향과도 멀어졌다. 전기 작가인 이그나츠 폰 모셀은 오스트리아 정세가 혼란해지고 마침내 프랑스와 충돌을 일으키는 정치사회적 격변기에 살리에리가 겪은 정신적 동요를 상세히 기록했다. 모셀에 따르면 오스트리아가 침략당하고 빈이 점령되던 혼란한 시기에 살리에리는 가족의 죽음까지 겪게 되었고, 결국 음악을 그만두게 되었다고 한다. 음악적 격변이 일어나던 베토밴의 시대에 대해 살리에리는 "이 때(1800년 전후) 음악적 기호가 점차 변하더니 내 시대의 것과 반대 지점에 도달했음을 알았다. 이성적이고 원숙한 소박함이 기이한 혼란으로 대체되었다."라고 표했다고 한다.
오페라 작곡에서 은퇴한 후에도 살리에리는 왕실 예배음악과 음악교육 일을 계속 이어갔으며, 말년에는 이에만 전념했다. 이 시기에 살리에리는 왕실 저녁예배를 위한 악곡 두 편, 화답송 여러 편, 성찬 전례곡, 미사용 관현악곡 네 편을 지었다. 은퇴 후 얼마 지나지 않아 살리에리는 1805년에는 외아들을, 1807년에는 아내를 잃었다.
지휘자 일도 계속 했는데, 1808년 하이든이 쓰러진 동안 그를 대신하여 하이든의 곡 《천지창조》 공연에서 지휘하기도 했고, 베토벤의 피아노 콘체르토와 《웰링턴의 승전》 초연 등에서도 지휘를 맡았다. 살리에리는 이들의 공연 무대를 꾸리고 후원해주기도 했다.
말년의 살리에리 작품들은 애국심을 주제로 하는 대규모 악곡, 교육용 악곡, 가정용 유희곡으로 나뉜다. 대규모 악곡들은 칸타타 여러 편과 오라토리오 한 편이 있으며 합스부르크 왕가와 연관이 있거나 살리에리가 살던 시대의 국제 정세가 반영된 것으로 보인다. 교육용 악곡들은 살리에리가 제자들을 가르치며 가창 훈련을 시킬 때 쓰였다. 가정용 유희곡 작품들은 집에서 즐기기 쉬운 노래들과 순환카 형식의 곡 등이 있으며 다수 작품이 살리에리가 직접 쓴 시를 가사로 했다.
1815년에는 《라 폴리아》로 잘 알려진 《스페인 라 폴리아 주제에 의한 관현악 26 변주곡》이라는 대규모 기악곡을 발표했다. 이베리아의 옛 무곡인 폴리아를 소재로 한 곡으로, 단순한 선율과 화음의 진행은 여러 바로크 작곡가들과 낭만주의 곡들의 영향을 받은 것으로 보인다. 이 곡은 단조음으로 시작하는 음울한 진행을 보이며, 중심이 되는 멜로디를 크게 벗어나지 않으면서 각 악기의 연주자들의 기에와 악기가 지닌 소리의 색채에 집중하는 곡이다. 살리에리의 《라 폴리아》는 브람스의 《하이든 주제의 변주곡》이 발표되기 전까지 관현악 변주곡 중 가장 기념비적인 작품으로 꼽혔다.
말년까지 이어진 살리에리의 음악교육 활동은 다수의 음악가들을 키워냈다. 살리에리의 제자로는 루트비히 반 베토벤, 안토니오 카시미르 카르텔리에리, 프란츠 리스트, 프란츠 슈베르트 등이 있다. 또한 카테리나 칸치 등 유명한 가수들을 많이 가르치기도 했다. 살리에리는 부유한 제자들을 제하고는 제자들에게 수업료를 받지 않았는데, 이는 자신을 보살펴 준 가스만을 기리는 것이기도 햇다.
1823년 살리에리는 자살을 기도했으며, 죽기 전 일년 반 동안은 치매 증상을 보이며 치료를 받았다. 1825년 5월 7일, 살리에리는 향년 74세로 빈에서 사망하였고 5월 10일 마츠라인스도르 묘지에 안장되었다. 같은 해 6월 22일 열린 추도식에서는 살리에리가 1804년 지은 다단조 장송곡이 연주되았다. 이후 살리에리의 유해는 빈 중앙 묘지로 이장되었으며, 살리에리의 비문은 그의 제자 중 한 명인 요제프 바이글의 시로 장식되었다.
Ruh sanft! Vom Staub entblößt,

Wird Dir die Ewigkeit erblühen.

Ruh sanft! In ew'gen Harmonien

Ist nun Dein Geist gelöst.

Er sprach sich aus in zaubervollen Tönen,

Jetzt schwebt er hin zum unvergänglich Schönen.
Rest in peace! Uncovered by dust

Eternity shall bloom for you.

Rest in peace! In eternal harmonies

Your spirit now is set free.

He expressed himself in enchanting notes,

Now he is floating to everlasting beauty.

## 작품 목록

### 오페라
- 《여류문인들(Le donne letterate)》(1770)
- 《아르미다(Armida)》(1771)
- 《베네치아의 정기시장(定期市場) (1772 초연)
- 《질투의 학교(La scuola de' gelosi)》(1778)
- 《굴뚝 청소(Der Rauchfangkehrer)》(1781)
- 《오라스 형제(Les Horaces)》(1786)
- 《타라르 Tarare》(1787)
- 《호르무즈의 왕 악수르(Axur, Re d'Ormus)》(1788)
- 《페르시아의 여왕 팔미라(Palmira, Regina di Persia)》(1795)
- 《뒤집힌 세상(Il mondo alla rovescia)》(1795)
- 《폴스타프(Falstaff o sia Le tre burle)》(1799)
- 《파르마쿠사 섬의 카이사르(Cesare in Farmacusa)》(1800)

### 종교 음악
초기 작품 중 남은 것은 다장조 미사곡 뿐이다. 주요한 종교음악 작품들은 1788년 궁정악장으로 임명되면서 작곡되었으며 대규모 관현악 미사곡과 장송곡, 성찬 전례곡, 화답송, 저녁 미사곡과 칸타타, 오라토리오 등 다양한 작품을 지었다.

### 기악곡
기악곡 작품은 상대적으로 적은 편이다. 피아노 협주곡 두 곡과 1773년 작품인 오르간 협주곡, 1774년 작곡된 플루트 협주곡, 오보에 협주곡과 관현악곡, 오보에, 바이올린, 첼로 삼중협주곡, 1815년 발표한 라 폴리아가 꼽힌다.

## 모차르트와의 관계
1780년대에는 모차르트도 빈에 체류 중이었으며, 그가 아버지 레오폴트와 나눈 편지에는 "살리에리가 이끄는 이탈리아인 도당들"이 모차르트가 직위를 받거나 오페라를 무대에 올리는 걸 방해하고 있다는 내용이 담겨있다. 1781년 12월에 쓴 편지에는 "황제 눈에 보이는 사람을 살리에리 뿐이다"라고 적기도 했다. 편지들을 보면 오스트리아 사람인 모차르트 부자는 오스트리아 왕실에서 음악가로서 중요한 위치를 차지하고 있는 사람이 이탈리아 사람인 것에 분개하여 이탈리아 인 전체에 적개심을 품었으며 모차르트가 빈에서 힘든 시간을 보내며 그 원인을 살리에리로 집어 비난하고 있었음을 알 수 있다. 1783년 편지에서는 살리에리와 다 폰테를 언급하며 "그 이탈리아 신사 분들, 앞에서야 친절하게 굴죠! 우린 다 아는 이야기니 넘어가기로 하고. 다 폰테가 살리에리하고만 일을 한다면 나는 다 폰테한테 극본을 받을 수 없는데. 내가 이탈리아 오페라를 얼마나 잘 소화할 수 있는지 보여주고 싶네요!"라고 적기도 했다. 같은 해 7월 편지에서도 모차르트는 "살리에리 일당이 사기를 쳤다"는 표현을 적었으며, 다른 편지 여럿에서도 살리에리를 사기꾼이라 비난하고는 했다.
모차르트가 죽고 수십 년이 지나자, 모차르트가 살리에리에게 독살 당했다는 뜬소문이 퍼지기 시작했다. 이에는 독일과 이탈리아 음악 학파가 서로 경쟁하고 있던 당시 상황이 영향을 미쳤던 것으로 보인다. 바그너가 가장 독일인다운 독일인 작곡가라 극찬하기도 했던, 모차르트의 인척인 카를 마리아 폰 베버가 살리에리가 회원으로 있는 문학회인 루들람스휠레에 가입하기를 거부하고 살리에리와 일절 얽히려 하지 않은 것이 소문이 퍼지는 데에 부채질을 하기도 했다. 이 소문은 대중문화에도 침투하여 구스타프 알베르트 로르칭의 1832년 징슈필 작품인 《모차르트의 삶의 단편(Szenen aus Mozarts Leben )》과 1984년 영화인 《아마데우스》의 소재가 되기도 했다.
그러나 살리에리의 음악적 바탕은 조반니 파이시엘로나 도메니코 치마로사와 같은 이탈리아 음악가보다는 글루크와 가스만과 같은 작곡가를 따른 것이었다. 1772년 마리아 테레지아가 '가스만과 살리에리, 글루크와 같은 독일 작곡가들보다는 이탈리아 작곡가를 선호한다'고 한 바 있으며, 비평가인 프리드리히 로리츠와 같은 음악 비평가도 살리에리가 60년 가까이 빈에서 산 점을 들어 독일 작곡가로 구분하는 등 살리에리는 이탈리아 음악가보다는 독일 음악가로 보는 것이 일반적이었다.
전기 작가 알렉산더 윌록 세이어는 모차르트와 살리에리 사이의 경쟁구도는 1781년에 있었던 사건에서 시작했다고 추정한다. 엘리자베트 위템베르크 공녀가 음악 교사를 구할 때 모차르트가 이에 지원했는데, 당시 음악 교사로 평판이 자자했던 살리에리가 대신 선택되었다. 이듬해 공녀가 피아노 교사를 구할 때에도 모차르트가 그에 지원했지만 떨어지고 말았다. 이 일로 레오폴트 모차르트는 딸인 나네를에게 보내는 편지에 "살리에리 일당들은 천지도 뒤집을 수 있을 것"이라 적기도 했다. 그러나 모차르트가 《피가로의 결혼》을 초연하던 때 살리에리는 파리에서 《오라스 형제》를 작곡하고 있었고, 프라하에서 모차르트의 《돈 조반니》의 극본을 준비하던 다 폰테가 살리에리의 《호르무즈의 왕 악수르》가 올려질 왕실 결혼식에 불려간 것은 요제프 2세의 명령에 의한 것이었다.
살리에리와 모차르트 사이의 경쟁은 1786년 요제프 2세가 쇤브룬 궁 오렌지 온실에서 오페라 작곡 경합을 열면서 본격적으로 드러났다. 이 경합에서 진 사람은 모차르트였던 것으로 추측된다. 모차르트의 1791년 작품인 《마술피리》에는 이 경합이 반영되기도 했다. 《마술피리》의 파파게노와 파파게나 이중창은 살리에리의 《태초에 음악이 있고 말이 생겼다》의 쿠쿠차 카바티나와 유사하고, 파파게노의 피리 연주곡은 살리에리의 쳄발로 콘체르토 B플랫 단조의 모티프를 바탕으로 했다.
한편 모차르트와 살리에리는 때때로 서로의 음악 활동을 돕기도 했다. 한 에로 살리에리가 1788년 궁정악장으로 임명됐을 때 모차르트의 《피가로의 결혼》을 무대에 올리기도 하였고, 1790년 레오폴트 2세의 대관식 축하연에는 모차르트의 미사곡을 가지고 참석하기도 했다. 오페라 가수인 낸시 스토레이스의 무대 복귀를 기념하는 칸타타 《오필리아의 건강을 위하여(Per La ricuperata salute di Ofelia)》 작곡에서는 살리에리와 모차르트가 협업하기도 했다. 이 곡은 1785년 아타리아 사에서 악보로 출판되었으며 중간에 소실되었다가 2016년 1월 10일에 다시 발견되어 독일의 일간지 슈베비슈 자이퉁(Schwabische Zeitung)에 보도되었다. 보도에 따르면 작곡가 겸 음악학자인 티모 주코 헤르만이 살리에리의 작품을 연구하던 중 체코 음악 박물관에 소장된 것을 발견했다고 한다. 또한 모차르트의 1785년 작품인 《다비데 페니텐테(Davide penitente)》와 피아노 협주곡 22번, 1788년 작품인 교향곡 40번과 이듬해 작품인 클라리넷 5중주가 초연된 것도 살리에리의 제안 덕분이었으며, 1791년에는 모차르트 작품의 지휘를 살리에리가 맡기도 했다. 1791년 10월 14일 모차르트가 아내에게 보낸 편에는 모차르트가 자신의 마차에 살리에리와 카테리나 카발리에리를 태워 오페라 공연에 간 일이 적혀있으며, 살리에리가 《마술피리》를 보러 온 일에 대해 "실리에리가 온 신경을 집중해 공연을 보았고 서곡부터 마지막 합창까지 '브라보(Brave)'나 '벨로(Bello)'를 외치며 감탄하지 않은 부분이 없었다"라고 적기도 했다.
살리에리는 또한 모차르트의 후배인 요한 네포무크 훔멜과 모차르트의 유복자인 프란츠의 교육을 맡기도 헀다.

## 영향
살리에리와 그의 작품은 대부분 잊혀졌다가 피터 섀퍼의 1979년 연극 《아마데우스》와 1984년 밀로스 포만이 감독한 동명의 영화를 계기로 재조명되었다. 현재 살리에리의 음악은 다시 음반으로 발매되고 오페라 작품들도 다시 무대에 오르며 대중의 관심을 모으고 있으며, 학계에서의 연구도 늘고 있다. 안토니오 살리에리 문화재단(Fondazione Culturale Antonio Salieri)은 살리에리 오페라 축제를 후원하며 살리에리를 비롯한 당대의 음악가들을 재조명하고 있다. 살리에리 오페라 축제는 매년 가을 살리에리의 고향인 레냐고에서 개최되고 있으며, 레냐고의 음악극장도 그를 기리기 위해 개칭되었다.

### 공연
2003년 메조 소프라노 가수인 체칠리아 바르톨리가 《더 살리에리 앨범》을 발매했다. 이 음반에는 이전에 녹음된 적이 없는 살리에리의 오페라 아리아 13곡이 수록되었다. 파트리체 미카엘스는 《모차르트 시대의 디바》에서 살리에리의 아리아 다수를 불렀다. 2008년에는 디아나 담라우가 살리에리의 콜로라투라 아리아 일곱 곡을 부른 음반이 말매되었다.
2000년부터 《악수르》, 《폴스타프》, 《레 다나이드》, 《트로폴리오스의 동굴》, 《태초에 음악이 있고 말이 생겼다》, 《뒤집힌 세상》과 같은 살리에리의 오페라 작품이 무대에 다시 오르고 공연 실황을 담은 영상이 발매되고 있으며, 살리에리 오페라가 정기적으로 공연되는 수도 늘고 있다.
《폴스타프》와 《타라르》는 각각 1995년과 1987년 슈베칭겐 음악축제에서 공연되었으며 실황 영상이 DVD로 발매되었다. 2004년에는 《인정받은 에우로파》가 밀라노 스칼라 극장 재개장을 기념하며 무대에 올려졌으며, 디아나 담라우가 주연을 맡았다. 이 공연은 TV로 방영되기도 했다.
2009년 11월 살리에리 오페라 축제 중, 안토니오 살리에리 문화재단과 아레나 디 베로나의 공동 프로덕션으로 살리에리의 오페라 《뒤집힌 세상》이 레냐고 살리에리 극장에서 현대 최초로 무대에 올려졌다. 2009년부터 2011년까지 안토니오 자롤라가 살리에리 오페라 축제를 총괄하였으며, 자롤라는 2009년부터 2012년까지 살리에리의 음악으로부터 영감을 받은 현대 무용 공연인 《바리에타스 델렉타트(Varietas Delectat)》의 감독을 맡기도 했다.
2011년 11월 14일, 극작가 레오폴트 아우엔브루거의 고향인 오스트리아 그라츠에서 《굴뚝 청소부》가 공연되었다. 2014년 7월에는 시드니 핀치것 오페라 사에서 《굴뚝 청소부》를 무대에  올렸으며, 시드니 모닝 헤럴드는 이 공연에 대해 "오랫동한 잊힌 보물의 발견"이라고 보도했다.

### 영화 음악
살리에리의 음악은 할리우드에서도 주목을 받게 되었다. 로버트 레드포드와 제임스 갠돌피니가 주연을 맡은 2001년 영화 라스트 캐슬에 살리에리의 삼중 협주곡 작품이 사운드 트랙으로 사용되었다. 이 영화에서 레드포드와 갠돌피니는 각각 수감 중이지만 사람들에게 존경을 받는 군 장교 역할과 교도소 소장 역할을 맡았는데, 살리에리의 음악은 장교를 질투하는 교도소 소장의 테마로 활용되었다. 2006년 영화인 카핑 베토벤은 살리에리를 좀 더 긍정적인 시점에서 묘사한다. 주인공은 베토벤에게 고용되어 수도원에 머물며 베토번의 9번 교향곡을 베끼는 일을 하는데, 한 때 음악을 배우고 싶어서 빈으로 가 살리에리에게 오페라 가창을 배우는 것이 꿈이었다고 언급한다. 2008년 영화 아이언맨에서는 살리에리의 피아노 협주곡 다장조의 라르게토 부분이 활용되었다. 토니 스타크의 라이벌인 오베디아 스탠이 이사회에서 스타크가 축출됐음을 알리면서 피아노를 연주하는데, 이 때 연주한 곡이 이 협주곡의 도입부이다.

### 창작물
살리에리의 삶과 모차르트와의 인간 관계는 여러 미디어 작품의 소재가 되었다.
- 모차르트와 살리에리(1831): 알렉산드르 푸시킨의 희곡으로 칠죄종 중 질투를 주제로 하였다.
- 모차르트와 살리에리(1898): 위의 희곡을 바탕으로 한 니콜라이 림스키코르사코프의 오페라.
- 아마데우스: 피터 섀퍼의 1979년 연극과 이를 원작으로 한 밀로스 포만 감독의 동명의 영화(1984)가 있으며 대중적으로 널리 알려진 작품이다. 연극 무대에서는 폴 스코필드와 이언 매켈런이 살리에리 역을 맡았으며, 영화에서는 F. 머리 에이브러햄이 맡았다. 에이브러햄은 살리에리를 권모술수에 능하고 오셀로의 이아고와 같이 질투심 많고 음험한 인물로 묘사했다. 작품 속 살리에리는 자신의 인맥을 이용해 모차르트를 궁지에 몰고 그를 무너뜨리는 인물로 등장한다.[59]
- 어 리틀 나이트메어 뮤직(1982): 가상의 작곡가인 P.D.Q. 바흐의 패러디 오페라로, 이 작품에서 살리에리는 피터 섀퍼를 독살하려다가 어떤 칠칠치 못한 사내와 부딪히는 바람에 모차르트를 독살하게 되며 아끼는 코트에 포도주를 쏟아버렸다.
- 스크린플레이(1985-1993): BBC에서 방영한 TV 시리즈로, 시즌 1의 여덟 번째 에피소드인 '더 모차르트 인퀘스트'에서 패트릭 스튜어트가 살리에리를 연기했다.[60]
- 모차르트 오페라 록(2009): 플로렌 모스가 살리에리 역을 맡았다.
- 대미징 윈드: 모차르트 독살 사건의 소용돌이(2013): C. 이안 카이어의 첫 역사 소설로 살리에리가 모차르트를 독살했다는 루머를 다루었다. 카이어는 브루스 살바토르와 공동으로 《기록 바로잡기: 돌아온 모차르트와 살리에리》라는 징슈필을 창작하였으며,[61] 이 오페라는 에린 네프가 감독을 맡으며 2016년 4월 샌프란시스코 오페라 센터에서 초연하였다.[62]
- 비르투오소(2015): HBO의 TV드라마로 앨런 볼이 감독을 맡았다. 살리에리의 젊은 시절을 중점으로 다루었다.[63][64]
- 페이트/그랜드 오더: 게임플레이가 가능한 서번트로 등장한다.[65]

## 참고 문헌
- Braunbehrens, Volkmar (1992). 《Maligned Master – The Real Story of Antonio Salieri》. 번역 Eveline L. Kanes. New York.
- Thayer, Alexander Wheelock (1989).  Theodore Albrecht, 편집. 《Salieri: Rival of Mozart》. The Philharmonia of Greater Kansas City. ISBN 978-0-932845-37-5.